# Куччидати
Куччидати (итал. cuccidati, также буччеллати) – итальянское печенье с начинкой из инжира родом из Сицилии, которое традиционно подают на Рождество.
Выпечку покрывают глазурью и обычно посыпают разноцветной посыпкой. Начинка обычно состоит из смеси грецких орехов, фиников, инжира, меда, специй и апельсинового или абрикосового варенья. В раскатанное тесто помещают начинку, полученные рулеты либо разрезаются на кусочки, либо изгибаются, образуя «браслет».
Современный рецепт печенья возник во времена мусульманского правления на Сицилии. Однако более старая версия рецепта печенья была записана еще во времена римского завоевания Сицилии.
Куччидати включено в список традиционных сицилийских продуктов питания .

## Варианты
Когда печенье имеет форму кольца, оно может быть известно как буччеллати (ит. buccellati), что означает «маленькие браслеты», и представляет собой уменьшенный буччеллато, большой кольцеобразный пирог с начинкой из инжира.
Ингредиенты столь же разнообразны, как и названия печенья, в зависимости от города или региона, в котором оно готовится. В других городах его называют «nucciddati» (ореховое печенье), «zucciddati», «ucciddati», «vucciddati» и pucciddati в Серрадифалько. Версия этого города включает молотый инжир и финики, орехи и апельсиновые корочки.